# Guarani das Missões

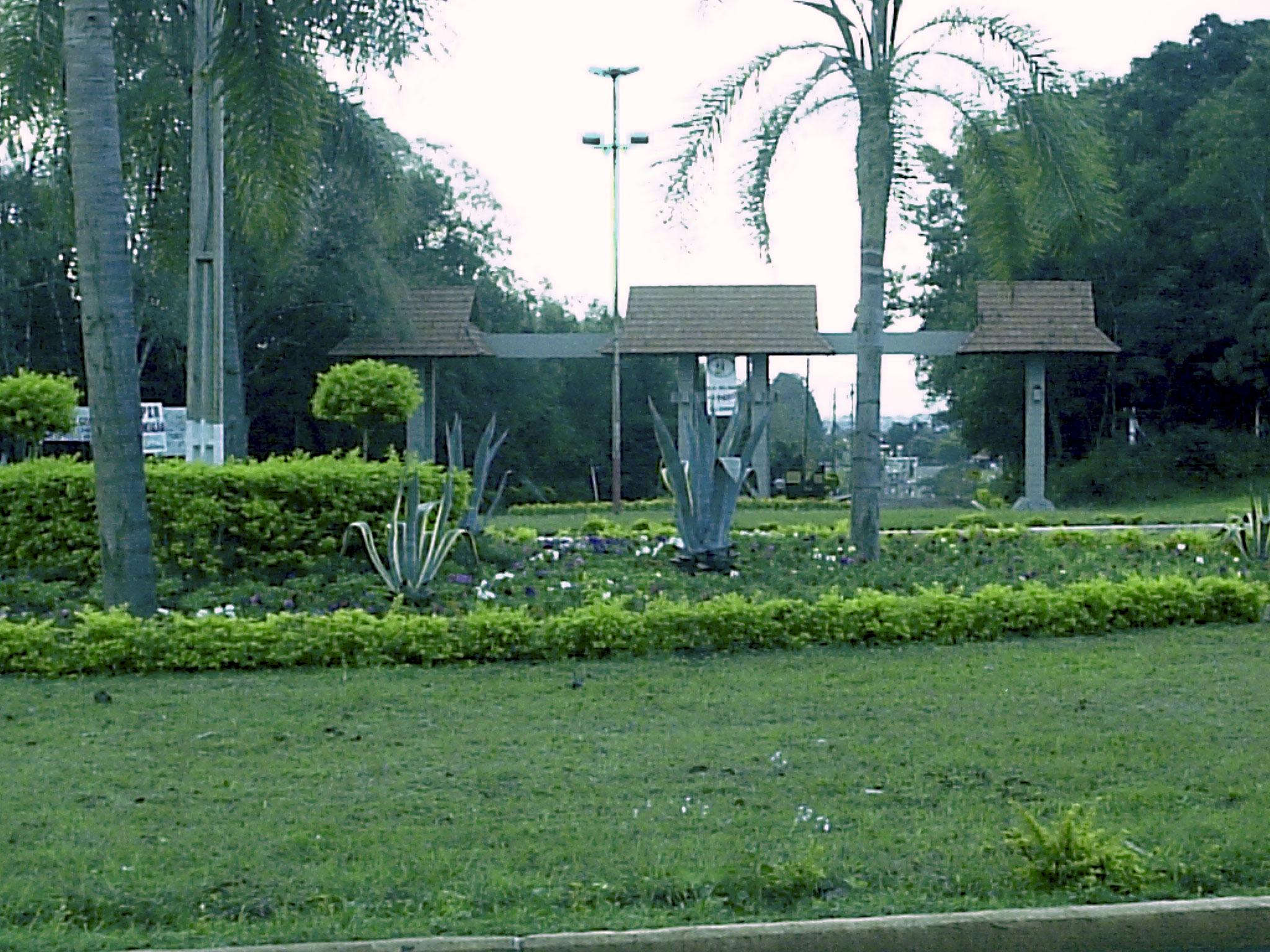
Entrada al municipio de Guarani das Missões

Guarani das Missões es un municipio brasileño del estado de Rio Grande do Sul.
Se encuentra ubicado a una latitud de 28º08'27" Sur y una longitud de 54º33'29" Oeste, estando a una altitud de 267 metros sobre el nivel del mar. Su población estimada para el año 2004 era de 8.660 habitantes.
Ocupa una superficie de 292,63 km².
- Datos: Q1758128
- Multimedia: Guarani das Missões / Q1758128